# Berthe Hirsch
Pour les articles homonymes, voir Hirsch.
Berthe Hirsch, née Berthe Weyl le 16 mai 1907 à Strasbourg et morte à Auschwitz le 23 novembre 1943, est une résistante juive française, déportée dans le convoi no 62, en même que son mari Sigismond Hirsch. Son mari survit mais pas elle. Leur fils Jean-Raphaël Hirsch est le plus jeune résistant de France.

## Biographie
Berthe Weyl est née le 16 mai 1907 à Strasbourg de Lucie Strauss. Cette dernière meurt à l'âge de 30 ans alors que Berthe Weyl est encore une enfant. Elle devient assistante sociale de l'école élémentaire des Hospitalières-Saint-Gervais dans le 4e arrondissement de Paris (le Pletzl) et du dispensaire de la rue des Deux-Ponts, aussi dans le 4e arrondissement.
Elle entre dans la Résistance à Paris en 1941 et appartient au service de renseignements de l’Armée Volontaire en qualité d'agent de renseignements. En 1942, elle rejoint avec son mari la maison Éclaireuses et éclaireurs israélites de France à Moissac, maison dirigée par sa belle-sœur Shatta Simon et le mari de celle-ci et qui abrite de nombreux enfants juifs. Pendant leur temps là-bas, le couple aide à cacher les enfants dans des familles catholiques (près de 400 dans la région d'Auvillar).
Le 18 octobre 1943, après dénonciation, elle est arrêtée par la Gestapo à Saint-Michel dans le Tarn-et-Garonne. Internée à Drancy, elle est finalement déportée vers Auschwitz avec son époux dans le convoi no 62 du 20 novembre 1943. Elle meurt en déportation,.

## Distinctions
- Médaille militaire[Quand ?]
- Croix de guerre 1939–1945 à titre posthume[3]
- Médaille de la Résistance française à titre posthume (décret du 23 juillet 1965)
- Reconnue « Morte pour la France »[6]

## Hommage
Le 4 juillet 2019, le centre de protection maternelle et infantile, situé du 2 au 6 rue de Moussy dans le 4e arrondissement de Paris, est inauguré au nom de Berthe Hirsch.